# Irmawallaby
De Irmawallaby (Notamacropus irma) is een wallaby uit het geslacht Notamacropus. De wetenschappelijke naam van de soort werd voor het eerst geldig gepubliceerd door Claude Jourdan in 1837. Deze soort leeft in het westen van Australië.

## Uiterlijk
De Irmawallaby heeft een lichaamslengte tot 120 cm en een staart van 54 tot 97 cm lang. Het gewicht bedraagt 7 tot 9 kg. Mannelijke dieren zijn over het algemeen groter dan vrouwelijke Irmawallaby's. De vacht is grijs van kleur. Het gezicht, de armen en poten zijn lichtgekleurd. De oren en handen zijn zwart. De lichaamsbouw van de Irmawallaby is vergelijkbaar met de meeste andere kangoeroes.

## Leefwijze
De Irmawallaby is een planteneter die overwegend actief is tijdens de dag. Grassen en kruiden vormen het hoofdvoedsel van deze soort.

## Leefgebied
De Irmawallaby leeft in de eucalyptusbossen en scrublands van het zuidwesten van West-Australië. Predatie door de geïntroduceerde rode vos (Vulpes vulpes) is de belangrijkste bedreiging van deze wallaby, die als "gevoelig" is geclassificeerd door de IUCN.